# Список призерів Олімпійських ігор з легкої атлетики (жінки)
Цей список включає призерів Олімпійських ігор з легкої атлетики в дисциплінах за участі жінок, які на сьогодні входять до олімпійської програми легкоатлетичних змагань, за всі роки їх проведення.

## Сучасна програма

### 100 метрів
| Ігри                | Золото                              | Срібло                                                  | Бронза                              |
| ------------------- | ----------------------------------- | ------------------------------------------------------- | ----------------------------------- |
| 1928 Амстердам      | Бетті Робінсон · США                | Фаїна Розенфельд · Канада                               | Етель Сміт · Канада                 |
| 1932 Лос-Анджелес   | Станіслава Валасевич · Польща       | Гільда Страйк · Канада                                  | Вільгельміна фон Бремен · США       |
| 1936 Берлін         | Хелен Стівенс · США                 | Станіслава Валасевич · Польща                           | Катаріна Краус · Німеччина          |
| 1948 Лондон         | Фанні Бланкерс-Кун · Нідерланди     | Дороті Менлі · Велика Британія                          | Ширлі Стрікленд · Австралія         |
| 1952 Гельсінкі      | Марджорі Джексон · Австралія        | Дафне Робб-Гасеньягер · Південно-Африканська Республіка | Ширлі Стрікленд · Австралія         |
| 1956 Мельбурн       | Бетті Катберт · Австралія           | Кріста Штубнік · Німеччина                              | Марлен Метьюз · Австралія           |
| 1960 Рим            | Вілма Рудолф · США                  | Дороті Гайман · Велика Британія                         | Джузеппіна Леоне · Італія           |
| 1964 Токіо          | Вайомія Таєс · США                  | Едіт Макгвайр · США                                     | Єва Клобуковська · Польща           |
| 1968 Мехіко         | Вайомія Таєс · США                  | Барбара Феррелл · США                                   | Ірена Кіршенштейн · Польща          |
| 1972 Мюнхен         | Ренате Штехер · НДР                 | Релін Бойл · Австралія                                  | Сільвія Чівас · Куба                |
| 1976 Монреаль       | Аннегрет Ріхтер · Західна Німеччина | Ренате Штехер · НДР                                     | Інге Гельтен · Західна Німеччина    |
| 1980 Москва         | Людмила Кондратьєва · СРСР          | Марліс Ґер · НДР                                        | Інґрід Ауерсвальд · НДР             |
| 1984 Лос-Анджелес   | Евелін Ешфорд · США                 | Еліс Браун · США                                        | Мерлін Отті-Пейдж · Ямайка          |
| 1988 Сеул           | Флоренс Гріффіт-Джойнер · США       | Евелін Ешфорд · США                                     | Хайке Дрехслер · НДР                |
| 1992 Барселона      | Ґейл Діверс · США                   | Джульєт Катберт · Ямайка                                | Ірина Привалова · Об'єднана команда |
| 1996 Атланта        | Ґейл Діверс · США                   | Мерлін Отті · Ямайка                                    | Гвен Торренс · США                  |
| 2000 Сідней         | не вручалась                        | Катерина Тану · Греція Тайна Лоренс · Ямайка            | Мерлін Отті · Ямайка                |
| 2004 Афіни          | Юлія Нестеренко · Білорусь          | Лорін Вільямс · США                                     | Вероніка Кемпбелл · Ямайка          |
| 2008 Пекін          | Шеллі-Енн Фрейзер · Ямайка          | Шерон Сімпсон · Ямайка Керрон Стюарт · Ямайка           | не вручалась                        |
| 2012 Лондон         | Шеллі-Енн Фрейзер-Прайс · Ямайка    | Кармеліта Джетер · США                                  | Вероніка Кемпбелл-Браун · Ямайка    |
| 2016 Ріо-де-Жанейро | Елейн Томпсон · Ямайка              | Торі Бові · США                                         | Шеллі-Енн Фрейзер-Прайс · Ямайка    |
| 2021 Токіо          | Елейн Томпсон-Гера · Ямайка         | Шеллі-Енн Фрейзер-Прайс · Ямайка                        | Шеріка Джексон · Ямайка             |
| 2024 Париж          | Джульєн Альфред · Сент-Люсія        | Шакеррі Річардсон · США                                 | Мелісса Джефферсон · США            |

### 200 метрів
| Ігри                | Золото                                  | Срібло                                  | Бронза                                      |
| ------------------- | --------------------------------------- | --------------------------------------- | ------------------------------------------- |
| 1948 Лондон         | Фанні Бланкерс-Кун · Нідерланди         | Одрі Вільямсон · Велика Британія        | Одрі Паттерсон · США                        |
| 1952 Гельсінкі      | Марджорі Джексон · Австралія            | Берта Брауер · Нідерланди               | Надія Хникіна · СРСР                        |
| 1956 Мельбурн       | Бетті Катберт · Австралія               | Кріста Штубнік · Німеччина              | Марлен Метьюз · Австралія                   |
| 1960 Рим            | Вілма Рудолф · США                      | Ютта Гайне · Об'єднана німецька команда | Дороті Гайман · Велика Британія             |
| 1964 Токіо          | Едіт Макгвайр · США                     | Ірена Кіршенштейн · Польща              | Мерілін Блек · Австралія                    |
| 1968 Мехіко         | Ірена Кіршенштейн · Польща              | Релін Бойл · Австралія                  | Дженніфер Леймі · Австралія                 |
| 1972 Мюнхен         | Ренате Штехер · НДР                     | Релін Бойл · Австралія                  | Ірена Шевінська · Польща                    |
| 1976 Монреаль       | Бербель Еккерт · НДР                    | Аннегрет Ріхтер · Західна Німеччина     | Ренате Штехер · НДР                         |
| 1980 Москва         | Бербель Веккель · НДР                   | Наталія Бочина · СРСР                   | Мерлін Отті · Ямайка                        |
| 1984 Лос-Анджелес   | Валері Бріско-Гукс · США                | Флоренс Гріффіт · США                   | Мерлін Отті-Пейдж · Ямайка                  |
| 1988 Сеул           | Флоренс Гріффіт-Джойнер · США           | Ґрейс Джексон · Ямайка                  | Хайке Дрехслер · НДР                        |
| 1992 Барселона      | Гвен Торренс · США                      | Джульєт Катберт · Ямайка                | Мерлін Отті · Ямайка                        |
| 1996 Атланта        | Марі-Жозе Перек · Франція               | Мерлін Отті · Ямайка                    | Мері Оньялі · Нігерія                       |
| 2000 Сідней         | Полін Девіс-Томпсон · Багамські Острови | Сусантіка Джаясінге · Шрі-Ланка         | Беверлі Мак-Дональд · Ямайка                |
| 2004 Афіни          | Вероніка Кемпбелл · Ямайка              | Еллісон Фелікс · США                    | Деббі Фергюсон-Маккензі · Багамські Острови |
| 2008 Пекін          | Вероніка Кемпбелл-Браун · Ямайка        | Еллісон Фелікс · США                    | Керрон Стюарт · Ямайка                      |
| 2012 Лондон         | Еллісон Фелікс · США                    | Шеллі-Енн Фрейзер-Прайс · Ямайка        | Кармеліта Джетер · США                      |
| 2016 Ріо-де-Жанейро | Елейн Томпсон · Ямайка                  | Дафне Схіперс · Нідерланди              | Торі Бові · США                             |
| 2021 Токіо          | Елейн Томпсон-Гера · Ямайка             | Крістін Мбома · Намібія                 | Габрієль Томас · США                        |

### 400 метрів
| Ігри                | Золото                                    | Срібло                                       | Бронза                          |
| ------------------- | ----------------------------------------- | -------------------------------------------- | ------------------------------- |
| 1964 Токіо          | Бетті Катберт · Австралія                 | Енн Пакер · Велика Британія                  | Джуді Амур · Австралія          |
| 1968 Мехіко         | Колетт Бессон · Франція                   | Лілліан Борд · Велика Британія               | Наталія Печонкіна · СРСР        |
| 1972 Мюнхен         | Моніка Церт · НДР                         | Ріта Вільден · Західна Німеччина             | Кеті Геммонд · США              |
| 1976 Монреаль       | Ірена Шевінська · Польща                  | Крістіна Бремер · НДР                        | Еллен Штрайдт · НДР             |
| 1980 Москва         | Маріта Кох · НДР                          | Ярміла Кратохвілова · Чехословаччина         | Крістіна Латан · НДР            |
| 1984 Лос-Анджелес   | Валері Бріско-Гукс · США                  | Чандра Чізборо · США                         | Кейті Кук · Велика Британія     |
| 1988 Сеул           | Ольга Бризгіна · СРСР                     | Петра Мюллер · НДР                           | Ольга Назарова · СРСР           |
| 1992 Барселона      | Марі-Жозе Перек · Франція                 | Ольга Бризгіна · Об'єднана команда           | Хімена Рестрепо · Колумбія      |
| 1996 Атланта        | Марі-Жозе Перек · Франція                 | Кеті Фрімен · Австралія                      | Фалілат Огункоя · Нігерія       |
| 2000 Сідней         | Кеті Фрімен · Австралія                   | Лоррейн Грем · Ямайка                        | Катарін Меррі · Велика Британія |
| 2004 Афіни          | Тонік Вільямс-Дарлінг · Багамські Острови | Ана Гевара · Мексика                         | Наталія Антюх · Росія           |
| 2008 Пекін          | Крістін Огуруоґу · Велика Британія        | Шеріка Вільямс · Ямайка                      | Саня Річардс · США              |
| 2012 Лондон         | Саня Річардс-Росс · США                   | Крістін Огуруоґу · Велика Британія           | Діді Троттер · США              |
| 2016 Ріо-де-Жанейро | Шона Міллер · Багамські Острови           | Еллісон Фелікс · США                         | Шеріка Джексон · Ямайка         |
| 2021 Токіо          | Шона Міллер-Уйбо · Багамські Острови      | Марілейді Пауліно · Домініканська Республіка | Еллісон Фелікс · США            |

### 800 метрів
| Ігри                | Золото                                          | Срібло                                | Бронза                                    |
| ------------------- | ----------------------------------------------- | ------------------------------------- | ----------------------------------------- |
| 1928 Амстердам      | Ліна Радке · Німеччина                          | Гітомі Кінуе · Японія                 | Інга Генцель · Швеція                     |
| 1960 Рим            | Людмила Лисенко · СРСР                          | Бренда Джонс · Австралія              | Урсула Донат · Об'єднана німецька команда |
| 1964 Токіо          | Енн Пакер · Велика Британія                     | Марівонн Дюпюрер · Франція            | Маріс Чемберлен · Нова Зеландія           |
| 1968 Мехіко         | Медлін Меннінг · США                            | Іляна Сілай · Румунія                 | Марія Гоммерс · Нідерланди                |
| 1972 Мюнхен         | Гільдегард Фальк · Західна Німеччина            | Нійоле Сабайте · СРСР                 | Гунхільд Гоффмайстер · НДР                |
| 1976 Монреаль       | Тетяна Казанкіна · СРСР                         | Ніколіна Штерева · Болгарія           | Ельфі Цинн · НДР                          |
| 1980 Москва         | Надія Олізаренко · СРСР                         | Ольга Мінєєва · СРСР                  | Тетяна Провідохіна · СРСР                 |
| 1984 Лос-Анджелес   | Дойна Мелінте · Румунія                         | Кім Галлахер · США                    | Фіца Ловін · Румунія                      |
| 1988 Сеул           | Зігрун Водарс · НДР                             | Крістіне Вахтель · НДР                | Кім Галлахер · США                        |
| 1992 Барселона      | Еллен ван Ланген · Нідерланди                   | Лілія Нурутдінова · Об'єднана команда | Ана Фіделія Кірот · Куба                  |
| 1996 Атланта        | Світлана Мастеркова · Росія                     | Ана Фіделія Кірот · Куба              | Марія Мутола · Мозамбік                   |
| 2000 Сідней         | Марія Мутола · Мозамбік                         | Штефані Граф · Австрія                | Келлі Голмс · Велика Британія             |
| 2004 Афіни          | Келлі Голмс · Велика Британія                   | Гасна Бенгассі · Марокко              | Йоланда Чеплак · Словенія                 |
| 2008 Пекін          | Памела Джелімо · Кенія                          | Джанет Джепкосґей · Кенія             | Гасна Бенгассі · Марокко                  |
| 2012 Лондон         | Кастер Семеня · Південно-Африканська Республіка | Катерина Поїстогова · Росія           | Памела Джелімо · Кенія                    |
| 2016 Ріо-де-Жанейро | Кастер Семеня · Південно-Африканська Республіка | Франсін Нійонсаба · Бурунді           | Маргарет Вамбуй · Кенія                   |
| 2021 Токіо          | Атінг Му · США                                  | Кілі Годжкінсон · Велика Британія     | Ревін Роджерс · США                       |
| 2024 Париж          | Кілі Годжкінсон · Велика Британія               | Циге Дугума · Ефіопія                 | Мері Мораа · Кенія                        |

### 1500 метрів
| Ігри                | Золото                        | Срібло                               | Бронза                     |
| ------------------- | ----------------------------- | ------------------------------------ | -------------------------- |
| 1972 Мюнхен         | Людмила Брагіна · СРСР        | Гунхільд Гоффмайстер · НДР           | Паола Каччі · Італія       |
| 1976 Монреаль       | Тетяна Казанкіна · СРСР       | Гунхільд Гоффмайстер · НДР           | Ульріке Клапецинські · НДР |
| 1980 Москва         | Тетяна Казанкіна · СРСР       | Крістіане Вартенберг · НДР           | Надія Олізаренко · СРСР    |
| 1984 Лос-Анджелес   | Габріелла Доріо · Італія      | Дойна Мелінте · Румунія              | Марічіка Пуйке · Румунія   |
| 1988 Сеул           | Паула Іван · Румунія          | Лаймуте Байкаускайте · СРСР          | Тетяна Самоленко · СРСР    |
| 1992 Барселона      | Гассіба Булмерка · Алжир      | Людмила Рогачова · Об'єднана команда | Цюй Юнься · Китай          |
| 1996 Атланта        | Світлана Мастеркова · Росія   | Габріела Сабо · Румунія              | Терезія Кісль · Австрія    |
| 2000 Сідней         | Нурія Мера-Беніда · Алжир     | Вьолета Бекля · Румунія              | Габріела Сабо · Румунія    |
| 2004 Афіни          | Келлі Голмс · Велика Британія | Тетяна Томашова · Росія              | Марія Чонкан · Румунія     |
| 2008 Пекін          | Ненсі Ланґат · Кенія          | Ірина Ліщинська · Україна            | Наталія Тобіас · Україна   |
| 2012 Лондон         | Мар'ям Юсуф Джамал · Бахрейн  | Тетяна Томашова · Росія              | Абеба Арегаві · Ефіопія    |
| 2016 Ріо-де-Жанейро | Фейт Кіп'єгон · Кенія         | Гензебе Дібаба · Ефіопія             | Дженніфер Сімпсон · США    |
| 2021 Токіо          | Фейт Кіп'єгон · Кенія         | Лора М'юр · Велика Британія          | Сіфан Гассан · Нідерланди  |

### 5000 метрів
| Ігри                | Золото                    | Срібло                     | Бронза                   |
| ------------------- | ------------------------- | -------------------------- | ------------------------ |
| 1996 Атланта        | Ван Цзюнься · Китай       | Полін Конга · Кенія        | Роберта Брюне · Італія   |
| 2000 Сідней         | Габріела Сабо · Румунія   | Соня О'Саллівен · Ірландія | Гете Вамі · Ефіопія      |
| 2004 Афіни          | Месерет Дефар · Ефіопія   | Ізабелла Очічі · Кенія     | Тірунеш Дібаба · Ефіопія |
| 2008 Пекін          | Тірунеш Дібаба · Ефіопія  | Месерет Дефар · Ефіопія    | Сільвія Кібет · Кенія    |
| 2012 Лондон         | Месерет Дефар · Ефіопія   | Вів'єн Черуйот · Кенія     | Тірунеш Дібаба · Ефіопія |
| 2016 Ріо-де-Жанейро | Вів'єн Черуйот · Кенія    | Геллен Обірі · Кенія       | Алмаз Аяна · Ефіопія     |
| 2021 Токіо          | Сіфан Гассан · Нідерланди | Геллен Обірі · Кенія       | Гудаф Цегай · Ефіопія    |

### 10000 метрів
| Ігри                | Золото                        | Срібло                                       | Бронза                        |
| ------------------- | ----------------------------- | -------------------------------------------- | ----------------------------- |
| 1988 Сеул           | Ольга Бондаренко · СРСР       | Ліз Макколган · Велика Британія              | Олена Жупієва · СРСР          |
| 1992 Барселона      | Дерарту Тулу · Ефіопія        | Елана Меєр · Південно-Африканська Республіка | Лінн Дженнінгс · США          |
| 1996 Атланта        | Фернанда Рібейру · Португалія | Ван Цзюнься · Китай                          | Гете Вамі · Ефіопія           |
| 2000 Сідней         | Дерарту Тулу · Ефіопія        | Гете Вамі · Ефіопія                          | Фернанда Рібейру · Португалія |
| 2004 Афіни          | Сін Хвейна · Китай            | Еджегаєгу Дібаба · Ефіопія                   | Дерарту Тулу · Ефіопія        |
| 2008 Пекін          | Тірунеш Дібаба · Ефіопія      | Шелейн Фленеген · США                        | Лінет Масаї · Кенія           |
| 2012 Лондон         | Тірунеш Дібаба · Ефіопія      | Саллі Кіп'єго · Кенія                        | Вів'єн Черуйот · Кенія        |
| 2016 Ріо-де-Жанейро | Алмаз Аяна · Ефіопія          | Вів'єн Черуйот · Кенія                       | Тірунеш Дібаба · Ефіопія      |
| 2021 Токіо          | Сіфан Гассан · Нідерланди     | Калькідан Гезахеньє · Бахрейн                | Летесенбет Гідей · Ефіопія    |

### 100 метрів з бар'єрами
| Ігри                | Золото                           | Срібло                         | Бронза                               |
| ------------------- | -------------------------------- | ------------------------------ | ------------------------------------ |
| 1972 Мюнхен         | Аннелі Ергардт · НДР             | Валерія Буфану · Румунія       | Карін Бальцер · НДР                  |
| 1976 Монреаль       | Йоганна Шаллер · НДР             | Тетяна Анісімова · СРСР        | Наталія Лебедєва · СРСР              |
| 1980 Москва         | Віра Комісова · СРСР             | Йоганна Клієр · НДР            | Люцина Лянґер · Польща               |
| 1984 Лос-Анджелес   | Беніта Фітцджеральд-Браун · США  | Ширлі Стронг · Велика Британія | Кім Тернер · США                     |
| 1988 Сеул           | Йорданка Донкова · Болгарія      | Глорія Зіберт · НДР            | Клаудія Зачкевич · Західна Німеччина |
| 1992 Барселона      | Вула Патуліду · Греція           | Лавонна Мартін · США           | Йорданка Донкова · Болгарія          |
| 1996 Атланта        | Людмила Енквіст · Швеція         | Бригита Буковець · Словенія    | Патрісія Жирар · Франція             |
| 2000 Сідней         | Ольга Шишигіна · Казахстан       | Глорі Алозі · Нігерія          | Мелісса Моррісон · США               |
| 2004 Афіни          | Джоанна Гейс · США               | Олена Красовська · Україна     | Мелісса Моррісон · США               |
| 2008 Пекін          | Дон Гарпер · США                 | Саллі Маклеллан · Австралія    | Прісцилла Лопес-Шліп · Канада        |
| 2012 Лондон         | Саллі Пірсон · Австралія         | Дон Гарпер · США               | Келлі Веллс · США                    |
| 2016 Ріо-де-Жанейро | Бріанна Роллінс · США            | Ніа Алі · США                  | Крісті Кестлін · США                 |
| 2021 Токіо          | Ясмін Камачо-Квінн · Пуерто-Рико | Кендра Гаррісон · США          | Меган Таппер · Ямайка                |

### 400 метрів з бар'єрами
| Ігри                | Золото                          | Срібло                          | Бронза                            |
| ------------------- | ------------------------------- | ------------------------------- | --------------------------------- |
| 1984 Лос-Анджелес   | Наваль ель Мутавакель · Марокко | Джуді Браун · США               | Крістіяна Кожокару · Румунія      |
| 1988 Сеул           | Деббі Флінтофф-Кінг · Австралія | Тетяна Ледовська · СРСР         | Еллен Фідлер · НДР                |
| 1992 Барселона      | Саллі Ганнелл · Велика Британія | Сандра Фармер-Патрік · США      | Джанін Вікерс · США               |
| 1996 Атланта        | Деон Геммінгс · Ямайка          | Кім Баттен · США                | Тоня Бафорд-Бейлі · США           |
| 2000 Сідней         | Ірина Привалова · Росія         | Деон Геммінгс · Ямайка          | Неза Бідуан · Марокко             |
| 2004 Афіни          | Фані Халкія · Греція            | Йонела Тирля-Манолаке · Румунія | Тетяна Терещук-Антипова · Україна |
| 2008 Пекін          | Мелейн Вокер · Ямайка           | Шіна Тоста · США                | Таша Денверс · Велика Британія    |
| 2012 Лондон         | Наталя Антюх · Росія            | Лашинда Демус · США             | Зузана Гейнова · Чехія            |
| 2016 Ріо-де-Жанейро | Далайла Мухаммад · США          | Сара Петерсен · Данія           | Ешлі Спенсер · США                |
| 2021 Токіо          | Сідні Мак-Лафлін · США          | Далайла Мухаммад · США          | Фемке Бол · Нідерланди            |

### 3000 метрів з перешкодами
| Ігри                | Золото                            | Срібло                 | Бронза                          |
| ------------------- | --------------------------------- | ---------------------- | ------------------------------- |
| 2008 Пекін          | Гульнара Самітова-Галкіна · Росія | Юніс Джепкорір · Кенія | Тетяна Петрова-Архіпова · Росія |
| 2012 Лондон         | Габіба Грібі · Туніс              | Софія Ассефа · Ефіопія | Мілка Чейва · Кенія             |
| 2016 Ріо-де-Жанейро | Рут Джебет · Бахрейн              | Гівін Кієнг · Кенія    | Емма Коберн · США               |
| 2021 Токіо          | Перут Чемутаї · Уганда            | Кортні Фрерікс · США   | Гівін Кієнг · Кенія             |

### 4×100 метрів
| Ігри                | Золото | Срібло | Бронза |
| ------------------- | --- | --- | --- |
| 1928 Амстердам      | Канада Етель Сміт Фаїна Розенфельд Міртл Кук Джейн Белл                                                                                    | США Джессі Кросс Лоретта Мак-Ніл Бетті Робінсон Мері Вошберн                                                                                           | Німеччина Анні Гольдманн Лені Юнкер Роза Келльнер Лені Шмідт                                                  |
| 1932 Лос-Анджелес   | США Мері Кер'ю Евелін Ферч Аннетт Роджерс Вільгельміна фон Бремен                                                                          | Канада Мілдред Фіззелл Лілліан Палмер Мері Фріззелл Гільда Страйк                                                                                      | Велика Британія Ейлін Гіскок Гвен Портер Вайолет Вебб Неллі Галстед                                           |
| 1936 Берлін         | США Гаррієт Бланд Аннетт Роджерс Бетті Робінсон Хелен Стівенс                                                                              | Велика Британія Ейлін Гіскок Вайолет Олні Одрі Браун Барбара Берк                                                                                      | Канада Дороті Брукшоу Джанетт Долсон Гільда Камерон Ейлін Мігер                                               |
| 1948 Лондон         | Нідерланди Фанні Бланкерс-Кун Ксенія Стад-де Йонг Герда ван дер Каде-Каудейс Нетті Вітцирс-Тіммер                                          | Австралія Джойс Кінг Джун Мастон Бетті Мак-Кіннон Ширлі Стрікленд                                                                                      | Канада Даян Фостер Патрісія Джонс Ненсі Мак-Кай Віола Маєрс                                                   |
| 1952 Гельсінкі      | США Мей Феггс Кетрін Гарді Барбара Джонс Джанет Моро                                                                                       | Німеччина Хельга Кляйн Урсула Кнаб Марга Петерзен Марія Зандер                                                                                         | Велика Британія Хезер Армітадж Сільвія Чізман Джин Дефорж Джун Фоулдс                                         |
| 1956 Мельбурн       | Австралія Норма Крокер Бетті Катберт Флер Меллор Ширлі Стрікленд                                                                           | Велика Британія Хезер Армітадж Енн Пешлі Джун Фоулдс Джин Скрівенс                                                                                     | США Ізабель Деніелс Мей Феггс Маргарет Метьюз Вілма Рудолф                                                    |
| 1960 Рим            | США · Марта Гадсон · Люсінда Вільямс · Барбара Джонс · Вілма Рудолф                                                                        | Об'єднана німецька команда Марта Лангбайн Анні Біхль Брунгільде Гендрікс Ютта Гайне                                                                    | Польща Тереса Цєпли Барбара Янішевська Целіна Єсьоновська Галина Ріхтер                                       |
| 1964 Токіо          | Польща Тереса Цєпли Ірена Кіршенштейн Галина Гурецька Єва Клобуковська                                                                     | США · Віллі Вайт · Вайомія Таєс · Мерілін Вайт · Едіт Макгвайр                                                                                         | Велика Британія Джанет Сімпсон Мері Ренд Дафні Арден Дороті Гайман                                            |
| 1968 Мехіко         | США · Барбара Феррелл · Маргарет Бейлс · Мілдретт Неттер · Вайомія Таєс                                                                    | Куба Марлен Елехарде Фульгенсія Ромай Віолетта Кесада Мігеліна Коб'ян                                                                                  | СРСР Людмила Жаркова Галина Бухаріна Віра Попкова Людмила Самотьосова                                         |
| 1972 Мюнхен         | Західна Німеччина · Крістіане Краузе · Інгрід Бекер · Аннегрет Ріхтер · Гайде Розендаль                                                    | НДР Евелін Кауфер Крістіна Гайніх Бербель Штрупперт Ренате Штехер                                                                                      | Куба Марлен Елехарде Кармен Вальдес Фульгенсія Ромай Сільвія Чівас                                            |
| 1976 Монреаль       | НДР Марліс Ельснер Ренате Штехер Карла Бодендорф Бербель Еккерт                                                                            | Західна Німеччина · Ельвіра Поссекель · Інге Гельтен · Аннегрет Ріхтер · Аннегрет Кронігер                                                             | СРСР Тетяна Пророченко Людмила Маслакова Надія Безфамильна Віра Анісімова                                     |
| 1980 Москва         | НДР Ромі Мюллер Бербель Веккель Інґрід Ауерсвальд Марліс Ґер                                                                               | СРСР Віра Комісова Людмила Маслакова Віра Анісімова Наталія Бочина                                                                                     | Велика Британія Гезер Гант Кейті Смоллвуд Беверлі Годдард Соня Ланнаман                                       |
| 1984 Лос-Анджелес   | США · Еліс Браун · Джанетт Болдон · Чандра Чізборо · Евелін Ешфорд                                                                         | Канада Анджела Бейлі Маріта Пейн Анджелла Тейлор-Іссаєнко Франс Гаро                                                                                   | Велика Британія Сімон Джекобс Кейті Кук Беверлі Коллендер Гезер Гант                                          |
| 1988 Сеул           | США · Еліс Браун · Шейла Еколс · Флоренс Гріффіт-Джойнер · Евелін Ешфорд · Даннетт Янг (забіг)                                             | НДР Зільке Меллер Керстін Берендт Інґрід Ланге Марліс Ґер                                                                                              | СРСР Людмила Кондратьєва Галина Мальчугіна Марина Жирова Наталія Помощникова Майя Азарашвілі (забіг)          |
| 1992 Барселона      | США · Евелін Ешфорд · Естер Джонс · Карлетт Гудрі · Гвен Торренс · Мішель Фінн (забіг)                                                     | Об'єднана команда Ольга Богословська Галина Мальчугіна Марина Транденкова Ірина Привалова                                                              | Нігерія Беатріс Утонду Фейт Ідехен Крісті Опара-Томпсон Мері Оньялі                                           |
| 1996 Атланта        | США · Крісте Гейнс · Ґейл Діверс · Інгер Міллер · Гвен Торренс · Карлетт Гудрі (забіг)                                                     | Багамські Острови Елдісі Кларк Чандра Старрап Саватеда Файнс Полін Девіс-Томпсон Деббі Фергюсон (забіг)                                                | Ямайка Мішель Фріман Джульєт Катберт Ніколь Мітчелл Мерлін Отті Джилліан Расселл (забіг) Андріа Ллойд (забіг) |
| 2000 Сідней         | Багамські Острови Саватеда Файнс Чандра Старрап Полін Девіс-Томпсон Деббі Фергюсон Елдісі Льюїс (забіг)                                    | Ямайка Тайна Лоренс Вероніка Кемпбелл Беверлі Мак-Дональд Мерлін Отті Мерлін Фрейзер (забіг)                                                           | США · Крісте Гейнс · Торрі Едвардс · Ненсін Перрі · Меріон Джонс DQ · Пешн Річардсон (забіг)                  |
| 2004 Афіни          | Ямайка Тайна Лоренс Шерон Сімпсон Елін Бейлі Вероніка Кемпбелл Беверлі Мак-Дональд (забіг)                                                 | Росія Ольга Федорова Юлія Табакова Ірина Хабарова Лариса Круглова                                                                                      | Франція · Веронік Манг · Мюріель Юртіс · Сільв'єн Фелікс · Крістін Аррон                                      |
| 2008 Пекін          | Бельгія Олівія Борле Ганна Марієн Елоді Уедраоґо Кім Геварт                                                                                | Нігерія Франка Ідоко Ґлорія Кемасуоде Галімат Ісмаїла Дамола Осайомі Аґнес Осазува (забіг)                                                             | Бразилія Роземар Коельйо Нето Люсімар де Моура Таісса Престі Розанжела Сантус                                 |
| 2012 Лондон         | США · Тіанна Медісон · Еллісон Фелікс · Б'янка Найт · Кармеліта Джетер · Дженеба Тармо (забіг) · Лорін Вільямс (забіг)                     | Ямайка · Шеллі-Енн Фрейзер-Прайс · Шерон Сімпсон · Вероніка Кемпбелл-Браун · Керрон Стюарт · Саманта Генрі-Робінсон (забіг) · Скіллоні Калверт (забіг) | Україна · Олеся Повх · Христина Стуй · Марія Рємєнь · Єлизавета Бризгіна                                      |
| 2016 Ріо-де-Жанейро | США · Тіанна Бартолетта · Еллісон Фелікс · Інгліш Гарднер · Торі Бові · Моролаке Акіносун (забіг)                                          | Ямайка · Крістанія Вільямс · Елейн Томпсон · Вероніка Кемпбелл-Браун · Шеллі-Енн Фрейзер-Прайс · Сімона Фейсі (забіг) · Сашалі Форбс (забіг)           | Велика Британія · Аша Філіп · Дезіре Генрі · Діна Ашер-Сміт · Дерілл Нейта                                    |
| 2021 Токіо          | Ямайка · Бріана Вільямс · Елейн Томпсон-Гера · Шеллі-Енн Фрейзер-Прайс · Шеріка Джексон · Наташа Моррісон (забіг) · Ремона Берчелл (забіг) | США · Джав'ян Олівер · Тіна Деніелс · Дженна Прандіні · Габрієль Томас · Інгліш Гарднер (забіг) · Алея Гоббс (забіг)                                   | Велика Британія · Аша Філіп · Імані Лансіквот · Діна Ашер-Сміт · Дерілл Нейта                                 |

### 4×400 метрів
| Ігри                | Золото | Срібло | Бронза |
| ------------------- | --- | --- | --- |
| 1972 Мюнхен         | НДР Дагмар Кеслінг Ріта Кюне Гельга Зайдлер Моніка Церт | США · Мейбл Фергерсон · Медлін Меннінг · Шеріл Туссейнт · Кеті Геммонд                                                                     | Західна Німеччина · Анетте Рюкес · Інге Беддінг · Гільдегард Фальк · Ріта Вільден                                                       |
| 1976 Монреаль       | НДР Доріс Малецькі Брігітте Реде Еллен Штрайдт Крістіна Бремер | США · Дебра Сапентер · Шейла Інграм · Памела Джайлс · Розалін Браянт                                                                       | СРСР · Інта Клімовича · Людмила Аксьонова · Наталія Соколова · Надія Ільїна                                                             |
| 1980 Москва         | СРСР Тетяна Пророченко Тетяна Гойщик Ніна Зюськова Ірина Назарова Людмила Чернова (забіг) Ольга Мінєєва (забіг)                                                       | НДР Ґабріеле Леве Барбара Круґ Крістіна Латан Маріта Кох                                                                                   | Велика Британія Лінсі Мак-Дональд Мішель Пробер Джослін Гойт-Сміт Донна Гартлі                                                          |
| 1984 Лос-Анджелес   | США · Ліллі Лезервуд · Шеррі Говард · Валері Бріско-Гукс · Чандра Чізборо · Даян Діксон (забіг) · Денін Говард (забіг)                                                | Канада Чармейн Крукс Джилліан Річардсон Моллі Кіллінгбек Маріта Пейн Дана Райт (забіг)                                                     | ФРН Гайке Шульте-Маттлер Уте Тімм Гайді-Ельке Гаугель Габі Буссманн Ніколь Ляйстеншнайдер (забіг) Крістіна Суссік (забіг)               |
| 1988 Сеул           | СРСР Тетяна Ледовська Ольга Назарова Марія Пінігіна Ольга Бризгіна Людмила Джигалова (забіг)                                                                          | США · Денін Говард · Даян Діксон · Валері Бріско · Флоренс Гріффіт-Джойнер · Шеррі Говард (забіг) · Ліллі Лезервуд (забіг)                 | НДР Дагмар Нойбауер Кірстен Еммельманн Сабіне Буш Петра Мюллер Гріт Броєр (забіг)                                                       |
| 1992 Барселона      | Об'єднана команда Олена Рузіна Людмила Джигалова Ольга Назарова Ольга Бризгіна Лілія Нурутдінова (забіг) Марина Шмоніна (забіг)                                       | США · Наташа Кайзер · Гвен Торренс · Джерл Майлз · Рошель Стівенс · Денін Гілл (забіг) · Даннетт Янг (забіг)                               | Велика Британія Філіс Сміт Сандра Дуглас Дженніфер Стаут Саллі Ганнелл                                                                  |
| 1996 Атланта        | США · Рошель Стівенс · Мейсел Мелоун · Кім Грем · Джерл Майлз · Лінетта Вілсон (забіг)                                                                                | Нігерія · Олабісі Офолабі · Фатіма Юсуф · Чаріті Опара · Фалілат Огункоя                                                                   | Німеччина Ута Ролендер Лінда Кісабака Анья Рюккер Гріт Броєр                                                                            |
| 2000 Сідней         | США · Джерл Майлз · Монік Геннаган · Меріон Джонс DQ · Латаша Коландер · Андреа Андерсон (забіг)                                                                      | Нігерія · Сенді Річардс · Кетрін Скотт · Деон Геммінгс · Лоррейн Грем · Чармейн Говелл (забіг) · Мішель Бергер (забіг)                     | Росія Юлія Сотникова Світлана Гончаренко Ольга Котлярова Ірина Привалова Наталія Назарова (забіг) Олеся Зикіна (забіг)                  |
| 2004 Афіни          | США · Діді Троттер · Монік Гендерсон · Саня Річардс · Монік Геннаган · Мушаумі Робінсон (забіг) · Крістал Кокс (забіг) DQ                                             | Росія Олеся Красномовець Наталія Назарова Олеся Зикіна Наталія Антюх Тетяна Фірова (забіг) Наталія Іванова (забіг)                         | Ямайка Новлін Вільямс Мішель Бергер Надя Деві Сенді Річардс Ронетта Сміт (забіг)                                                        |
| 2008 Пекін          | США · Мері Вайнберг · Еллісон Фелікс · Монік Гендерсон · Саня Річардс · Наташа Гастінгс (забіг)                                                                       | Ямайка Шеріка Вільямс Шеріфа Ллойд Розмарі Вайт Новлін Вільямс Боббі-Ґей Вілкінс (забіг)                                                   | Велика Британія Крістін Огуруоґу Келлі Сатертон Мерілін Окоро Нікола Сандерс                                                            |
| 2012 Лондон         | США · Франсена Маккорорі · Саня Річардс-Росс · Діді Троттер · Еллісон Фелікс · Кіша Бейкер (забіг) · Даймонд Діксон (забіг)                                           | Ямайка · Крістін Дей · Розмарі Вайт · Новлін Вільямс · Шеріка Вільямс · Шеріфа Ллойд (забіг)                                               | Україна · Аліна Логвиненко · Ольга Земляк · Анна Ярощук · Наталія Пигида                                                                |
| 2016 Ріо-де-Жанейро | США · Еллісон Фелікс · Філліс Френсіс · Наташа Гастінгс · Кортні Около · Тейлор Елліс-Вотсон (забіг) · Франсена Маккорорі (забіг)                                     | Ямайка · Стефані-Енн Макферсон · Аннейша Мак-Лафлін-Вілбі · Шеріка Джексон · Новлін Вільямс · Крістін Дей (забіг) · Крісанн Гордон (забіг) | Велика Британія · Ейлід Дойл · Аніка Онуора · Емілі Даймонд · Крістін Огуруоґу · Келлі Мессі (забіг)                                    |
| 2021 Токіо          | США · Сідні Мак-Лафлін · Еллісон Фелікс · Далайла Мухаммад · Атінг Му · Кендалл Елліс (забіг) · Лінна Ірбі (забіг) · Вейдлайн Джонатас (забіг) · Кайлін Вітні (забіг) | Польща · Наталя Качмарек · Іга Баумгарт-Вітан · Малгожата Голуб-Ковалик · Юстина Швенти-Ерсетиц · Анна Келбасинська (забіг)                | Ямайка · Ронейша Мак-Грегор · Дженів Расселл · Шеріка Джексон · Кендіс Мак-Леод · Джунелл Бромфілд (забіг) · Стейсі Енн Вільямс (забіг) |

### 4×400 метрів (змішана)
| Ігри       | Золото | Срібло | Бронза |
| ---------- | --- | --- | --- |
| 2021 Токіо | Польща Кароль Залевський Наталя Качмарек Юстина Швенти-Ерсетиц Каєтан Душинський Даріуш Ковалюк (забіг) Іга Баумгарт-Вітан (забіг) Малгожата Голуб-Ковалик (забіг) | Домініканська Республіка Лідіо Андрес Феліс Марілейді Пауліно Анабель Медіна Вентура Алехандер Огандо Лугелін Сантос (забіг) | США Тревор Стюарт Кендалл Елліс Кайлін Вітні Вернон Норвуд Елайджа Годвін (забіг) Лінна Ірбі (забіг) Тейлор Менсон (забіг) Брайс Дедмон (забіг) |
| 2024 Париж | Нідерланди Юджин Омалла Ліке Клавер Ісая Клейн Іккінк Фемке Бол Кателейн Петерс (забіг)                                                                            | США Вернон Норвуд Шам'єр Літтл Брайс Дедмон Кайлін Браун                                                                     | Велика Британія Семюел Ріардон Лавіаї Нільсен Алекс Гейдок-Вілсон Амбер Аннінг Ніколь Єргін (забіг)                                             |

### Марафон
| Ігри                | Золото                                | Срібло                    | Бронза                         |
| ------------------- | ------------------------------------- | ------------------------- | ------------------------------ |
| 1984 Лос-Анджелес   | Джоан Бенуа · США                     | Грете Вайтц · Норвегія    | Роза Мота · Португалія         |
| 1988 Сеул           | Роза Мота · Португалія                | Лайза Мартін · Австралія  | Катрін Дерре · НДР             |
| 1992 Барселона      | Валентина Єгорова · Об'єднана команда | Аріморі Юко · Японія      | Лоррейн Моллер · Нова Зеландія |
| 1996 Атланта        | Фатума Роба · Ефіопія                 | Валентина Єгорова · Росія | Аріморі Юко · Японія           |
| 2000 Сідней         | Такахасі Наоко · Японія               | Лідія Шимон · Румунія     | Джойс Чепчумба · Кенія         |
| 2004 Афіни          | Ногуті Мідзукі · Японія               | Кетрін Ндереба · Кенія    | Діна Кастор · США              |
| 2008 Пекін          | Константіна Діце-Томеску · Румунія    | Кетрін Ндереба · Кенія    | Чжоу Чуньсю · Китай            |
| 2012 Лондон         | Тікі Джелана · Ефіопія                | Пріска Джепту · Кенія     | Тетяна Архипова · Росія        |
| 2016 Ріо-де-Жанейро | Джеміма Сумгонг · Кенія               | Юніс Кірва · Бахрейн      | Маре Дібаба · Ефіопія          |
| 2021 Токіо          | Перес Джепчірчір · Кенія              | Бріджід Косгеї · Кенія    | Моллі Сейдел · США             |

### Ходьба 20 кілометрів
| Ігри                | Золото                        | Срібло                             | Бронза                      |
| ------------------- | ----------------------------- | ---------------------------------- | --------------------------- |
| 2000 Сідней         | Ван Ліпін · Китай             | Г'єрсті Плетцер · Норвегія         | Марія Васко · Іспанія       |
| 2004 Афіни          | Афанасія Цумелека · Греція    | Олімпіада Іванова · Росія          | Джейн Севілл · Австралія    |
| 2008 Пекін          | Ольга Каніськіна · Росія      | Г'єрсті Тюссе-Плетцер · Норвегія   | Еліза Ріґаудо · Італія      |
| 2012 Лондон         | Цєян Шеньцзє · Китай          | Лю Хун · Китай                     | Люй Сючжи · Китай           |
| 2016 Ріо-де-Жанейро | Лю Хун · Китай                | Марія Гвадалупе Гонсалес · Мексика | Люй Сючжи · Китай           |
| 2021 Токіо          | Антонелла Пальмізано · Італія | Сандра Аренас · Колумбія           | Лю Хун · Китай              |
| 2024 Париж          | Ян Цзяюй · Китай              | Марія Перес · Іспанія              | Джемайма Монтаг · Австралія |

### Стрибки у висоту
| Ігри                | Золото                                        | Срібло                                                       | Бронза                                                  |
| ------------------- | --------------------------------------------- | ------------------------------------------------------------ | ------------------------------------------------------- |
| 1928 Амстердам      | Етель Кетервуд · Канада                       | Кароліна Гізолф · Нідерланди                                 | Мілдред Вайлі · США                                     |
| 1932 Лос-Анджелес   | Джин Шилі · США                               | Бейб Дідріксон · США                                         | Єва Доус · Канада                                       |
| 1936 Берлін         | Ібоя Чак · Угорщина                           | Дороті Одам · Велика Британія                                | Ельфріде Каун · Німеччина                               |
| 1948 Лондон         | Еліс Коучмен · США                            | Дороті Тайлер · Велика Британія                              | Мішлін Остермеєр · Франція                              |
| 1952 Гельсінкі      | Естер Бранд · Південно-Африканська Республіка | Шейла Лервілл · Велика Британія                              | Олександра Чудіна · СРСР                                |
| 1956 Мельбурн       | Мілдред Мак-Деніел · США                      | Тельма Гопкінс · Велика Британія Марія Пісарева · СРСР       | не вручалась                                            |
| 1960 Рим            | Йоланда Балаш · Румунія                       | Ярослава Юзвяковська · Польща Дороті Ширлі · Велика Британія | не вручалась                                            |
| 1964 Токіо          | Йоланда Балаш · Румунія                       | Мішель Браун · Австралія                                     | Таїсія Ченчик · СРСР                                    |
| 1968 Мехіко         | Мілослава Резкова · Чехословаччина            | Антоніна Окорокова · СРСР                                    | Валентина Козир · СРСР                                  |
| 1972 Мюнхен         | Ульріке Мейфарт · Західна Німеччина           | Йорданка Благоєва · Болгарія                                 | Ілона Гузенбауер · Австрія                              |
| 1976 Монреаль       | Розмарі Аккерманн · НДР                       | Сара Сімеоні · Італія                                        | Йорданка Благоєва · Болгарія                            |
| 1980 Москва         | Сара Сімеоні · Італія                         | Уршуля Келян · Польща                                        | Ютта Кірст · НДР                                        |
| 1984 Лос-Анджелес   | Ульріке Мейфарт · Західна Німеччина           | Сара Сімеоні · Італія                                        | Джоні Гантлі · США                                      |
| 1988 Сеул           | Луїза Ріттер · США                            | Стефка Костадинова · Болгарія                                | Тамара Бикова · СРСР                                    |
| 1992 Барселона      | Гайке Генкель · Німеччина                     | Галіна Астафей · Румунія                                     | Йоамнет Кінтеро · Куба                                  |
| 1996 Атланта        | Стефка Костадинова · Болгарія                 | Нікі Бакоянні · Греція                                       | Інга Бабакова · Україна                                 |
| 2000 Сідней         | Олена Єлесіна · Росія                         | Гестрі Клуте · Південно-Африканська Республіка               | Кайса Бергквіст · Швеція Оана Пантелімон · Румунія      |
| 2004 Афіни          | Олена Слесаренко · Росія                      | Гестрі Клуте · Південно-Африканська Республіка               | Віта Стьопіна · Україна                                 |
| 2008 Пекін          | Тія Геллебаут · Бельгія                       | Бланка Влашич · Хорватія                                     | Шанте Говард · США                                      |
| 2012 Лондон         | Ганна Чичерова · Росія                        | Бріджетта Барретт · США                                      | Рут Бейтья · Іспанія                                    |
| 2016 Ріо-де-Жанейро | Рут Бейтья · Іспанія                          | Мирела Демирева · Болгарія                                   | Бланка Влашич · Хорватія                                |
| 2021 Токіо          | Марія Ласіцкене · Олімпійський комітет Росії  | Нікола Мак-Дермотт (Оліслагерс) · Австралія                  | Ярослава Магучіх · Україна                              |
| 2024 Париж          | Ярослава Магучіх · Україна                    | Нікола Оліслагерс · Австралія                                | Ірина Геращенко · Україна Елеанор Паттерсон · Австралія |

### Стрибки з жердиною
| Ігри                | Золото                       | Срібло                                         | Бронза                          |
| ------------------- | ---------------------------- | ---------------------------------------------- | ------------------------------- |
| 2000 Сідней         | Стейсі Драгіла · США         | Тетяна Григор'єва · Австралія                  | Вала Флосадоттір · Ісландія     |
| 2004 Афіни          | Олена Ісинбаєва · Росія      | Світлана Феофанова · Росія                     | Анна Роґовська · Польща         |
| 2008 Пекін          | Олена Ісинбаєва · Росія      | Дженніфер Стучинські · США                     | Світлана Феофанова · Росія      |
| 2012 Лондон         | Дженн Сур · США              | Яріслей Сілва · Куба                           | Олена Ісинбаєва · Росія         |
| 2016 Ріо-де-Жанейро | Екатеріні Стефаніді · Греція | Сенді Морріс · США                             | Еліза Маккартні · Нова Зеландія |
| 2021 Токіо          | Кеті Наджеотт · США          | Анжеліка Сидорова · Олімпійський комітет Росії | Голлі Бредшоу · Велика Британія |

### Стрибки у довжину
| Ігри                | Золото                              | Срібло                            | Бронза                                      |
| ------------------- | ----------------------------------- | --------------------------------- | ------------------------------------------- |
| 1948 Лондон         | Ольга Дьярматі · Угорщина           | Ноемі Сімонетто · Аргентина       | Анн-Брітт Лейман · Швеція                   |
| 1952 Гельсінкі      | Іветт Вільямс · Нова Зеландія       | Олександра Чудіна · СРСР          | Ширлі Коулі · Велика Британія               |
| 1956 Мельбурн       | Ельжбета Кшесіньська · Польща       | Віллі Вайт · США                  | Надія Хникіна-Двалішвілі · СРСР             |
| 1960 Рим            | Віра Крепкіна · СРСР                | Ельжбета Кшесіньська · Польща     | Гільдрун Клаус · Об'єднана німецька команда |
| 1964 Токіо          | Мері Ренд · Велика Британія         | Ірена Кіршенштейн · Польща        | Тетяна Щелканова · СРСР                     |
| 1968 Мехіко         | Віоріка Віскополяну · Румунія       | Шейла Шервуд · Велика Британія    | Тетяна Талишева · СРСР                      |
| 1972 Мюнхен         | Гайде Розендаль · Західна Німеччина | Діана Йоргова · Болгарія          | Єва Шуранова · Чехословаччина               |
| 1976 Монреаль       | Ангела Фойгт · НДР                  | Кеті Мак-Міллан · США             | Лідія Алфеєва · СРСР                        |
| 1980 Москва         | Тетяна Колпакова · СРСР             | Бріґітте Вуяк · НДР               | Тетяна Скачко · СРСР                        |
| 1984 Лос-Анджелес   | Анішоара Кушмір · Румунія           | Валі Іонеску · Румунія            | Сьюзен Герншоу · Велика Британія            |
| 1988 Сеул           | Джекі Джойнер-Керсі · США           | Хайке Дрехслер · НДР              | Галина Чистякова · СРСР                     |
| 1992 Барселона      | Хайке Дрехслер · Німеччина          | Інеса Кравець · Об'єднана команда | Джекі Джойнер-Керсі · США                   |
| 1996 Атланта        | Чіома Аджунва · Нігерія             | Фіона Мей · Італія                | Джекі Джойнер-Керсі · США                   |
| 2000 Сідней         | Хайке Дрехслер · Німеччина          | Фіона Мей · Італія                | Тетяна Котова · Росія                       |
| 2004 Афіни          | Тетяна Лебедєва · Росія             | Ірина Сімагіна · Росія            | Тетяна Котова · Росія                       |
| 2008 Пекін          | Моррен Маггі · Бразилія             | Блессінґ Окаґбаре · Нігерія       | Челсі Гаммонд · Ямайка                      |
| 2012 Лондон         | Бріттні Різ · США                   | Олена Соколова · Росія            | Дженей Делоуч · США                         |
| 2016 Ріо-де-Жанейро | Тіанна Бартолетта · США             | Бріттні Різ · США                 | Івана Шпанович · Сербія                     |
| 2021 Токіо          | Малайка Мігамбо · Німеччина         | Бріттні Різ · США                 | Есе Бруме · Нігерія                         |

### Потрійний стрибок
| Ігри                | Золото                      | Срібло                       | Бронза                     |
| ------------------- | --------------------------- | ---------------------------- | -------------------------- |
| 1996 Атланта        | Інесса Кравець · Україна    | Інна Ласовська · Росія       | Шарка Кашпаркова · Чехія   |
| 2000 Сідней         | Тереза Марінова · Болгарія  | Тетяна Лебедєва · Росія      | Олена Говорова · Україна   |
| 2004 Афіни          | Франсуаз Мбанґо · Камерун   | Хрисопії Деветзі · Греція    | Тетяна Лебедєва · Росія    |
| 2008 Пекін          | Франсуаз Мбанґо · Камерун   | Ольга Рипакова · Казахстан   | Яргеліс Савіньє · Куба     |
| 2012 Лондон         | Ольга Рипакова · Казахстан  | Катерін Ібаргуен · Колумбія  | Ольга Саладуха · Україна   |
| 2016 Ріо-де-Жанейро | Катерін Ібаргуен · Колумбія | Юлімар Рохас · Венесуела     | Ольга Рипакова · Казахстан |
| 2021 Токіо          | Юлімар Рохас · Венесуела    | Патрісія Мамона · Португалія | Ана Пелетейро · Іспанія    |
| 2024 Париж          | Теа Лафонд · Домініка       | Шаніка Рікеттс · Ямайка      | Джасмін Мур · США          |

### Штовхання ядра
| Ігри                | Золото                                  | Срібло                                          | Бронза                              |
| ------------------- | --------------------------------------- | ----------------------------------------------- | ----------------------------------- |
| 1948 Лондон         | Мішлін Остермеєр · Франція              | Амелія Піччініні · Італія                       | Іне Шеффер · Австрія                |
| 1952 Гельсінкі      | Галина Зибіна · СРСР                    | Маріанне Вернер · Німеччина                     | Клавдія Точонова · СРСР             |
| 1956 Мельбурн       | Тамара Тишкевич · СРСР                  | Галина Зибіна · СРСР                            | Маріанне Вернер · Німеччина         |
| 1960 Рим            | Тамара Пресс · СРСР                     | Йоганна Люттге · Об'єднана німецька команда     | Ерлін Браун · США                   |
| 1964 Токіо          | Тамара Пресс · СРСР                     | Ренате Кульмбергер · Об'єднана німецька команда | Галина Зибіна · СРСР                |
| 1968 Мехіко         | Маргітта Гуммель · НДР                  | Маріта Ланге · НДР                              | Надія Чижова · СРСР                 |
| 1972 Мюнхен         | Надія Чижова · СРСР                     | Маргітта Гуммель · НДР                          | Іванка Христова · Болгарія          |
| 1976 Монреаль       | Іванка Христова · Болгарія              | Надія Чижова · СРСР                             | Гелена Фібінгерова · Чехословаччина |
| 1980 Москва         | Ілона Слюп'янек · НДР                   | Світлана Крачевська · СРСР                      | Марґітта Пуфе · НДР                 |
| 1984 Лос-Анджелес   | Клаудія Лош · Західна Німеччина         | Міхаела Логін · Румунія                         | Гел Малголл · Австралія             |
| 1988 Сеул           | Наталія Лісовська · СРСР                | Катрін Наймке · НДР                             | Лі Мейсу · Китай                    |
| 1992 Барселона      | Світлана Кривельова · Об'єднана команда | Хуан Джихун · Китай                             | Катрін Наймке · НДР                 |
| 1996 Атланта        | Астрід Кумбернусс · Німеччина           | Суй Сіньмей · Китай                             | Ірина Худорошкіна · Росія           |
| 2000 Сідней         | Яніна Корольчик · Білорусь              | Лариса Пелешенко · Росія                        | Астрід Кумбернусс · Німеччина       |
| 2004 Афіни          | Юмілейді Кумба · Куба                   | Надін Кляйнерт · Німеччина                      | Надія Остапчук · Білорусь           |
| 2008 Пекін          | Валері Вілі · Нова Зеландія             | Міслейдіс Гонсалес · Куба                       | Ґун Ліцзяо · Китай                  |
| 2012 Лондон         | Валері Адамс · Нова Зеландія            | Ґун Ліцзяо · Китай                              | Лі Лін · Китай                      |
| 2016 Ріо-де-Жанейро | Мішель Картер · США                     | Валері Адамс · Нова Зеландія                    | Аніта Мартон · Угорщина             |
| 2021 Токіо          | Ґун Ліцзяо · Китай                      | Рейвен Сондерс · США                            | Валері Адамс · Нова Зеландія        |

### Метання диска
| Ігри                | Золото                                 | Срібло                                   | Бронза                           |
| ------------------- | -------------------------------------- | ---------------------------------------- | -------------------------------- |
| 1928 Амстердам      | Галіна Конопацька · Польща             | Ліліан Коупленд · США                    | Рут Сведберг · Швеція            |
| 1932 Лос-Анджелес   | Ліліан Коупленд · США                  | Рут Осберн · США                         | Ядвіга Вайс · Польща             |
| 1936 Берлін         | Гізела Мауермаєр · Німеччина           | Ядвіга Вайс · Польща                     | Паула Молленгауер · Німеччина    |
| 1948 Лондон         | Мішлін Остермеєр · Франція             | Едера Джентіле · Італія                  | Жаклін Мазеа · Франція           |
| 1952 Гельсінкі      | Ніна Пономарьова · СРСР                | Єлізавета Багрянцева · СРСР              | Ніна Думбадзе · СРСР             |
| 1956 Мельбурн       | Ольга Фікотова · Чехословаччина        | Ірина Беглякова · СРСР                   | Ніна Пономарьова · СРСР          |
| 1960 Рим            | Ніна Ромашкова · СРСР                  | Тамара Пресс · СРСР                      | Ліа Маноліу · Румунія            |
| 1964 Токіо          | Тамара Пресс · СРСР                    | Інгрід Лотц · Об'єднана німецька команда | Ліа Маноліу · Румунія            |
| 1968 Мехіко         | Ліа Маноліу · Румунія                  | Лізель Вестерманн · Західна Німеччина    | Йолан Клейбер · Угорщина         |
| 1972 Мюнхен         | Фаїна Мельник · СРСР                   | Арджентіна Меніс · Румунія               | Васілька Стоєва · Болгарія       |
| 1976 Монреаль       | Евелін Шлак · НДР                      | Марія Вергова · Болгарія                 | Габріеле Гінцманн · НДР          |
| 1980 Москва         | Евелін Яль · НДР                       | Марія Петкова · Болгарія                 | Тетяна Лісова · СРСР             |
| 1984 Лос-Анджелес   | Рія Сталман · Нідерланди               | Леслі Деніз · США                        | Флоренца Кречунеску · Румунія    |
| 1988 Сеул           | Мартіна Гелльманн · НДР                | Діана Ганські · НДР                      | Цветанка Хрістова · Болгарія     |
| 1992 Барселона      | Маріца Мартен · Куба                   | Цветанка Хрістова · Болгарія             | Даніела Костьян · Австралія      |
| 1996 Атланта        | Ільке Вілудда · Німеччина              | Наталія Садова · Росія                   | Елліна Звєрєва · Білорусь        |
| 2000 Сідней         | Елліна Звєрєва · Білорусь              | Анастасія Келесіду · Греція              | Ірина Ятченко · Білорусь         |
| 2004 Афіни          | Наталія Садова · Росія                 | Анастасія Келесіду · Греція              | Вера Поспішилова-Цехлова · Чехія |
| 2008 Пекін          | Стефані Браун-Трефтон · США            | Олена Антонова · Україна                 | Сун Аймінь · Китай               |
| 2012 Лондон         | Сандра Перкович (Елкасевич) · Хорватія | Лі Яньфен · Китай                        | Яреліс Барріос · Куба            |
| 2016 Ріо-де-Жанейро | Сандра Перкович (Елкасевич) · Хорватія | Меліна Робер-Мішон · Франція             | Денія Кабальєро · Куба           |
| 2021 Токіо          | Валарі Олман · США                     | Крістін Пуденц · Німеччина               | Яйме Перес · Куба                |
| 2024 Париж          | Валарі Олман · США                     | Фен Бінь · Китай                         | Сандра Елкасевич · Хорватія      |

### Метання молота
| Ігри                | Золото                       | Срібло                    | Бронза                        |
| ------------------- | ---------------------------- | ------------------------- | ----------------------------- |
| 2000 Сідней         | Каміла Сколімовська · Польща | Ольга Кузенкова · Росія   | Кірстен Мюнхов · Німеччина    |
| 2004 Афіни          | Ольга Кузенкова · Росія      | Їпсі Морено · Куба        | Юнайка Кроуфорд · Куба        |
| 2008 Пекін          | Їпсі Морено · Куба           | Чжан Веньсю · Китай       | Мануела Монтебрюн · Франція   |
| 2012 Лондон         | Аніта Влодарчик · Польща     | Бетті Гайдлер · Німеччина | Чжан Веньсю · Китай           |
| 2016 Ріо-де-Жанейро | Аніта Влодарчик · Польща     | Чжан Веньсю · Китай       | Софі Хітчон · Велика Британія |
| 2021 Токіо          | Аніта Влодарчик · Польща     | Ван Чжен · Китай          | Мальвіна Копрон · Польща      |

### Метання списа
| Ігри                | Золото                            | Срібло                                          | Бронза                           |
| ------------------- | --------------------------------- | ----------------------------------------------- | -------------------------------- |
| 1932 Лос-Анджелес   | Бейб Дідріксон · США              | Еллен Браумюллер · Німеччина                    | Тіллі Фляйшер · Німеччина        |
| 1936 Берлін         | Тіллі Фляйшер · Німеччина         | Луїзе Крюгер · Німеччина                        | Марія Квасневська · Польща       |
| 1948 Лондон         | Герма Баума · Австрія             | Кайса Парвіайнен · Фінляндія                    | Ліллі Карлстедт · Данія          |
| 1952 Гельсінкі      | Дана Затопкова · Чехословаччина   | Олександра Чудіна · СРСР                        | Олена Горчакова · СРСР           |
| 1956 Мельбурн       | Інесе Яунземе · СРСР              | Марлен Аренс · Чилі                             | Надія Коняєва · СРСР             |
| 1960 Рим            | Ельвіра Озоліна · СРСР            | Дана Затопкова · Чехословаччина                 | Біруте Каледене · СРСР           |
| 1964 Токіо          | Міхаела Пенеш · Румунія           | Марта Рудаш · Угорщина                          | Олена Горчакова · СРСР           |
| 1968 Мехіко         | Немет Ангела · Угорщина           | Міхаела Пенеш · Румунія                         | Ева Янко · Австрія               |
| 1972 Мюнхен         | Рут Фухс · НДР                    | Жаклін Тодтен · НДР                             | Кейт Шмідт · США                 |
| 1976 Монреаль       | Рут Фухс · НДР                    | Маріон Беккер · Західна Німеччина               | Кейт Шмідт · США                 |
| 1980 Москва         | Марія Колон · Куба                | Саїда Гунба · СРСР                              | Уте Гоммола · НДР                |
| 1984 Лос-Анджелес   | Тесса Сандерсон · Велика Британія | Тійна Ліллак · Фінляндія                        | Фатіма Вітбред · Велика Британія |
| 1988 Сеул           | Петра Фельке · НДР                | Фатіма Вітбред · Велика Британія                | Беате Кох · НДР                  |
| 1992 Барселона      | Зільке Ренк · Німеччина           | Наталія Шиколенко · Об'єднана команда           | Карен Форкель · Німеччина        |
| 1996 Атланта        | Гелі Рантанен · Фінляндія         | Луїз Мак-Пол · Австралія                        | Тріне Гаттестад · Норвегія       |
| 2000 Сідней         | Тріне Гаттестад · Норвегія        | Мірела Маніяні · Греція                         | Ослейдіс Менендес · Куба         |
| 2004 Афіни          | Ослейдіс Менендес · Куба          | Штеффі Неріус · Німеччина                       | Мірела Маніяні · Греція          |
| 2008 Пекін          | Барбора Шпотакова · Чехія         | Крістіна Оберґфелль · Німеччина                 | Голді Сеєрс · Велика Британія    |
| 2012 Лондон         | Барбора Шпотакова · Чехія         | Крістіна Оберґфелль · Німеччина                 | Лінда Шталь · Німеччина          |
| 2016 Ріо-де-Жанейро | Сара Колак · Хорватія             | Сунетт Вільюн · Південно-Африканська Республіка | Барбора Шпотакова · Чехія        |
| 2021 Токіо          | Лю Шиїн · Китай                   | Марія Андрейчик · Польща                        | Келсі-Лі Барбер · Австралія      |

### Семиборство
| Ігри                | Золото                           | Срібло                           | Бронза                            |
| ------------------- | -------------------------------- | -------------------------------- | --------------------------------- |
| 1984 Лос-Анджелес   | Глініс Нанн · Австралія          | Джекі Джойнер · США              | Сабіне Евертс · Західна Німеччина |
| 1988 Сеул           | Джекі Джойнер-Керсі · США        | Сабіне Йон · НДР                 | Анке Бемер · НДР                  |
| 1992 Барселона      | Джекі Джойнер-Керсі · США        | Ірина Белова · Об'єднана команда | Сабіне Браун · Німеччина          |
| 1996 Атланта        | Гада Шуаа · Сирія                | Наталія Сазанович · Білорусь     | Деніз Льюїс · Велика Британія     |
| 2000 Сідней         | Деніз Льюїс · Велика Британія    | Олена Прохорова · Росія          | Наталія Сазанович · Білорусь      |
| 2004 Афіни          | Кароліна Клюфт · Швеція          | Аустра Скуїте · Литва            | Келлі Сатертон · Велика Британія  |
| 2008 Пекін          | Наталія Добринська · Україна     | Гайліс Фаунтейн · США            | Келлі Сатертон · Велика Британія  |
| 2012 Лондон         | Джессіка Енніс · Велика Британія | Ліллі Шварцкопф · Німеччина      | Аустра Скуїте · Литва             |
| 2016 Ріо-де-Жанейро | Нафіссату Тіам · Бельгія         | Джессіка Енніс · Велика Британія | Бріанна Тейсен-Ітон · Канада      |
| 2021 Токіо          | Нафіссату Тіам · Бельгія         | Анук Веттер · Нідерланди         | Емма Остервегел · Нідерланди      |

## Колишні дисципліни

### 3000 метрів
| Ігри              | Золото                             | Срібло                                | Бронза                         |
| ----------------- | ---------------------------------- | ------------------------------------- | ------------------------------ |
| 1984 Лос-Анджелес | Марічіка Пуйке · Румунія           | Венді Слай · Велика Британія          | Лінн Вільямс · Канада          |
| 1988 Сеул         | Тетяна Самоленко · СРСР            | Паула Іван · Румунія                  | Івонн Маррей · Велика Британія |
| 1992 Барселона    | Олена Романова · Об'єднана команда | Тетяна Доровських · Об'єднана команда | Анджела Чалмерс · Канада       |

### 80 метрів з бар'єрами
| Ігри              | Золото                                     | Срібло                           | Бронза                                           |
| ----------------- | ------------------------------------------ | -------------------------------- | ------------------------------------------------ |
| 1932 Лос-Анджелес | Бейб Дідріксон · США                       | Евелін Голл · США                | Марджорі Кларк · Південно-Африканська Республіка |
| 1936 Берлін       | Ондіна Валла · Італія                      | Анні Штоєр · Німеччина           | Бетті Тейлор · Канада                            |
| 1948 Лондон       | Фанні Бланкерс-Кун · Нідерланди            | Морін Гарднер · Велика Британія  | Ширлі Стрікленд · Австралія                      |
| 1952 Гельсінкі    | Ширлі Стрікленд · Австралія                | Марія Голубнича · СРСР           | Марія Зандер · Німеччина                         |
| 1956 Мельбурн     | Ширлі Стрікленд · Австралія                | Гізела Біркемеєр · Німеччина     | Норма Тровер · Австралія                         |
| 1960 Рим          | Ірина Пресс · СРСР                         | Кароль Квінтон · Велика Британія | Гізела Біркемеєр · Об'єднана німецька команда    |
| 1964 Токіо        | Карін Бальцер · Об'єднана німецька команда | Тереса Цєпли · Польща            | Памела Кілборн · Австралія                       |
| 1968 Мехіко       | Морін Кейрд · Австралія                    | Памела Кілборн · Австралія       | Цзи Чжен · Республіка Китай                      |

### Ходьба 10 кілометрів
| Ігри           | Золото                  | Срібло                              | Бронза            |
| -------------- | ----------------------- | ----------------------------------- | ----------------- |
| 1992 Барселона | Чень Юелін · Китай      | Олена Ніколаєва · Об'єднана команда | Лі Чуньсю · Китай |
| 1996 Атланта   | Олена Ніколаєва · Росія | Елізабетта Перроне · Італія         | Ван Янь · Китай   |

### П'ятиборство
| Ігри          | Золото                           | Срібло                              | Бронза                   |
| ------------- | -------------------------------- | ----------------------------------- | ------------------------ |
| 1964 Токіо    | Ірина Пресс · СРСР               | Мері Ренд · Велика Британія         | Галина Бистрова · СРСР   |
| 1968 Мехіко   | Інгрід Бекер · Західна Німеччина | Лізе Прокоп · Австрія               | Аннамарія Тот · Угорщина |
| 1972 Мюнхен   | Мері Пітерс · Велика Британія    | Гайде Розендаль · Західна Німеччина | Бурглінде Поллак · НДР   |
| 1976 Монреаль | Зігрун Зігль · НДР               | Крістіне Лазер · НДР                | Бурглінде Поллак · НДР   |
| 1980 Москва   | Надія Ткаченко · СРСР            | Ольга Рукавишнікова · СРСР          | Ольга Курагіна · СРСР    |